# Liste erfolgreicher Elternratgeber und Erziehungsbücher

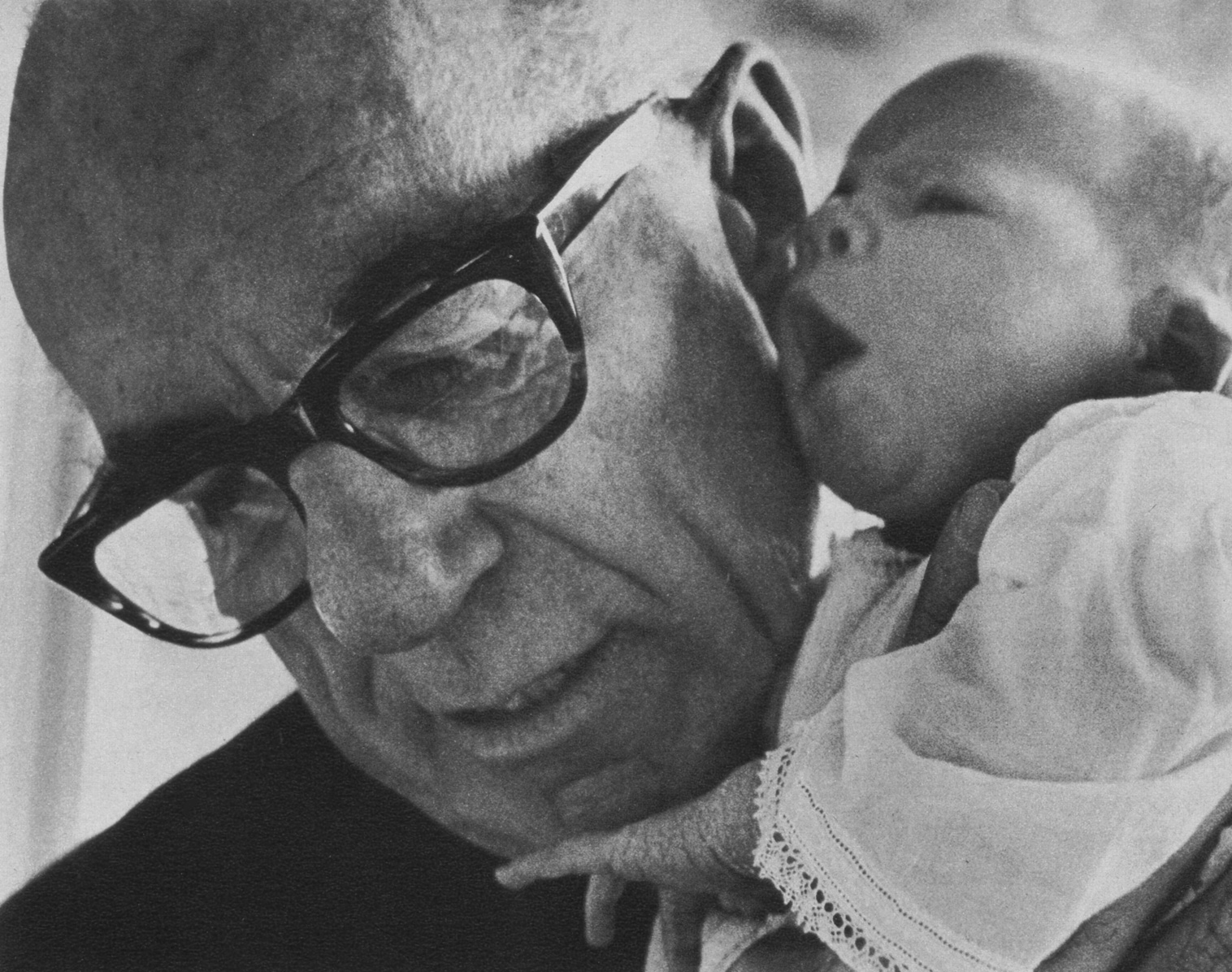
Benjamin Spocks The Common Sense Book of Baby and Child Care (1946) gilt als das meistverkaufte Erziehungsbuch der Welt.

Diese Liste erfolgreicher Elternratgeber und Erziehungsbücher umfasst populärpädagogische Publikationen aus aller Welt, die für die Entwicklung des Genres bedeutend waren oder weit überdurchschnittlich hohe Verkaufszahlen erreicht haben.

## Erziehung im Elternhaus
| Jahr                  | Land                              | Autor, Titel | Gesamtauflage | Anmerkungen und Quellen                                                                                                 |
| --------------------- | --------------------------------- | --- | ------------- | --- |
| frühes 2. Jahrhundert | Griechenland                      | Plutarch: Über die Erziehung der Kinder |               | Online-Ausgabe. Abgerufen am 29. September 2023.                                                                        |
| 4. Jahrhundert        | Byzanz                            | Johannes Chrysostomos: Über Hoffart und Kindererziehung (De inani gloria et de educandis liberis) |               | Online-Ausgabe. Abgerufen am 29. September 2023.                                                                        |
| 1529                  | Niederlande                       | Erasmus von Rotterdam: Über die Notwendigkeit einer frühzeitigen allgemeinen Charakter- und Geistesbildung der Kinder (De pueris satim ac liberaliter instituendis)                                                     |               | Vollansicht des lateinischen Originaltextes in der Google-Buchsuche                                                     |
| 1580–1595             | Frankreich                        | Michel de Montaigne: Essays über Erziehung |               | Ansichten über die Erziehung der Kinder. Abgerufen am 29. September 2023 (Online-Ausgabe).                              |
| 1687                  | Frankreich                        | François Fénelon: Gedanken über die Erziehung der Töchter (De l'éducation des filles) |               | Online-Ausgabe des französischen Originaltextes. Abgerufen am 29. September 2023.                                       |
| 1693                  | Vereinigtes Königreich            | John Locke: Gedanken über Erziehung (Some Thoughts Concerning Education) |               | Gilt als der erste moderne „Elternratgeber“; Online-Ausgabe der deutschen Übersetzung. Abgerufen am 29. September 2023. |
| 1762                  | Frankreich                        | Jean-Jacques Rousseau: Émile oder Über die Erziehung (Émile ou De l’éducation) |               | Auflagen bis 2020: 1.056; Online-Ausgabe. In: Projekt Gutenberg. Abgerufen am 29. September 2023.                       |
| 1765                  | Preußen                           | Johann Friedrich Zückert: Von der diätischen Erziehung der entwöhnten und erwachsenen Kinder bis in ihr mannbares Alter                                                                                                 |               | |
| 1770                  | Fürstentum Anhalt-Dessau          | Johann Bernhard Basedow: Das Methodenbuch für Väter und Mütter der Familien und Völker |               | Vollansicht in der Google-Buchsuche                                                                                     |
| 1785                  | Herzogtum Braunschweig            | Joachim Heinrich Campe: Über die früheste Bildung junger Kinderseelen |               | |
| 1796                  | Herzogtum Sachsen-Gotha-Altenburg | Christian Gotthilf Salzmann: Konrad Kiefer oder Anweisung zu einer vernünftigen Erziehung der Kinder |               | Vollansicht in der Google-Buchsuche                                                                                     |
| 1799                  | Preußen                           | Christoph Wilhelm Hufeland: Guter Rath an Mütter über die wichtigsten Punkte der physischen Erziehung der Kinder in den ersten Jahren nebst einem Unterrichte für junge Eheleute die Vorsorge für Ungeborene betreffend |               | Vollansicht in der Google-Buchsuche                                                                                     |
| 1801                  | Schweiz                           | Johann Heinrich Pestalozzi: Wie Gertrud ihre Kinder lehrt |               | Vollansicht in der Google-Buchsuche                                                                                     |
| 1803                  | Schweiz                           | Johann Heinrich Pestalozzi: Buch der Mütter oder Anleitung für Mütter ihre Kinder bemerken und reden zu lehren |               | Vollansicht in der Google-Buchsuche                                                                                     |
| 1808–1810             | Fürstentum Lippe                  | Johann Ludwig Ewald: Vorlesungen über die Erziehungslehre und Erziehungskunst für Väter, Mütter und Erzieher |               | Vollansicht (1. Band) in der Google-Buchsuche, Vollansicht (2. Band) in der Google-Buchsuche                            |
| 1818                  | Preußen                           | Gustav Friedrich Dinter: Malwina. Ein Buch für gebildete Mütter |               | Vollansicht (2. Band) in der Google-Buchsuche                                                                           |
| 1827                  | Sachsen                           | Friedrich August von Ammon: Die ersten Mutterpflichten und die erste Kindespflege |               | Online-Ausgabe. Abgerufen am 29. September 2023.                                                                        |
| 1870                  | Deutschland                       | Hermann Klencke: Die Mutter als Erzieherin ihrer Töchter und Söhne zur physischen und sittlichen Gesundheit vom ersten Kindesalter bis zur Reife. Ein praktisches Buch für deutsche Frauen                              |               | Bis 1899 11 Auflagen; Online-Ausgabe. Abgerufen am 28. September 2023.                                                  |
| 1897                  | Deutschland                       | Adolf Matthias: Wie erziehen wir unsern Sohn Benjamin? Ein Buch für deutsche Väter und Mütter |               | Bis 1922 14 Auflagen; Online-Ausgabe. Abgerufen am 28. September 2023.                                                  |
| 1907                  | Deutschland                       | Clara Ebert-Stockinger: Mutterschaft: Werden, Pflege und Erziehung des Kindes. Eine Weihegabe von Clara Ebert-Stockinger                                                                                                |               | Bis 1929 7 Auflagen |
| 1907                  | Deutschland                       | Heinrich Schulz: Die Mutter als Erzieherin. Kleine Beiträge zur Praxis der proletarischen Hauserziehung |               | Vollansicht in der Google-Buchsuche                                                                                     |
| 1908                  | Deutschland                       | Adalbert Czerny: Der Arzt als Erzieher des Kindes |               | Bis 1946 11 Auflagen Vollansicht in der Google-Buchsuche                                                                |
| 1909                  | Deutschland                       | Ludwig Gurlitt: Erziehungslehre |               | Vollansicht in der Google-Buchsuche                                                                                     |
| 1916 (?)              | Deutschland                       | Elisabeth Behrend: Säuglingspflege in Reim und Bild |               | Bis 1942 7 Auflagen eingeschränkte Vorschau in der Google-Buchsuche                                                     |
| 1922                  | Deutschland                       | Ernst Lorenzen: Die Mutterschule. Ein Ratgeber zur Erziehung und Bildung unserer Kleinen |               | |
| 1925                  | Deutschland                       | David Katz, Rosa Katz: Die Erziehung im vorschulpflichtigen Alter |               | Online-Ausgabe. Abgerufen am 28. September 2023.                                                                        |
| 1926                  | Deutschland                       | Clara Ebert-Stockinger: Elternsünden. Ein Beitrag zur Erziehung der Eltern |               | |
| 1928                  | USA                               | John B. Watson: Psychological Care of Infant and Child |               | |
| 1928                  | Deutschland                       | Klara Wirtz: Wie soll ich es anfangen? Aus der Erziehungspraxis des Alltags bei unseren Kleinen |               | |
| 1934                  | Deutschland                       | Johanna Haarer: Die deutsche Mutter und ihr erstes Kind | 690.000       | |
| 1936                  | Deutschland                       | Hanns Sylvester Stürkh: Der deutschen Mutter – Ein Ratgeber für alle Fragen der werdenden Mutter, der Geburt, der Geburtshilfe und der Säuglingspflege                                                                  |               | Sonderschrift der Zeitschrift „Gesundes Volk“; bis 1940 25 Auflagen                                                     |
| 1946                  | USA                               | Benjamin Spock: Säuglings- und Kinderpflege (The Common Sense Book of Baby and Child Care) | 50.000.000    | 1998: Gesamtauflage knapp 50 Mio., in 42 Sprachen übersetzt                                                             |
| 1951                  | Deutschland                       | Anton Wallenstein: Kindheit und Jugend als Erziehungsaufgabe. Anregungen und Winke für Eltern, Lehrer und Seelsorger |               | Bis 1961 4 Auflagen |
| 1955                  | Deutschland                       | Heinz Graupner: Das Elternbuch. Ein Schlüssel zur Kinderwelt |               | |
| 1959                  | Australien                        | Paul Ritter, Jean Ritter: Freie Kindererziehung in der Familie (The Free Family. A creative experiment in self-regulation for children)                                                                                 |               | |
| 1966                  | USA                               | Rudolf Dreikurs, Vicki Soltz: Kinder fordern uns heraus: Wie erziehen wir sie zeitgemäß? (Children: The Challenge) | 600.000       | [ 6 ] |
| 1969                  | Deutschland                       | Günter Clauser: Die moderne Elternschule. Der sichere Umgang mit Ungeborenen, Babies, Kleinkindern, Schulkindern, Teens und Twens                                                                                       |               | Bis 1973 5 Auflagen |
| 1969                  | Deutschland                       | Johannes A. Stöhr: Hört auf mit dem Erziehen – Gebt uns Kindern endlich eine Chance |               | |
| 1970                  | USA                               | Thomas Gordon: Familienkonferenz (Parent Effectiveness Training) | 1.000.000     | [ 7 ] |
| 1970                  | Deutschland                       | Barbara Klostermann: Kindererziehung auf neuen Wegen |               | |
| 1970                  | Deutschland                       | Christa Meves: Mut zum Erziehen. Erfahrungen aus der psychagogischen Praxis |               | |
| 1972                  | Deutschland                       | Günter Clauser: Erziehung im Vorschulalter. Ratschläge für die entscheidenden Lebensjahre |               | |
| 1973                  | Italien                           | Elena Gianini Belotti: Was geschieht mit kleinen Mädchen? (Dalla parte delle bambine, Du côté des petites filles) |               | Deutschland: von 1975 bis 1991 15 Auflagen                                                                              |
| 1978                  | Deutschland                       | Ursula Scheu: Wir werden nicht als Mädchen geboren, wir werden dazu gemacht | 115.000       | [ 9 ] |
| 1982                  | Deutschland                       | Andreas Flitner: Konrad sprach die Frau Mama. Über Erziehung und NichtErziehung |               | |
| 1982                  | Deutschland                       | Hubertus von Schoenebeck: Unterstützen statt erziehen. Die neue Eltern-Kind-Beziehung |               | |
| 1985                  | USA                               | Richard Ferber: Solve Your Child's Sleep Problems | 800.000       | [ 10 ] |
| 1988                  | USA                               | Adele Faber, Elaine Mazlish: Siblings Without Rivalry |               | New York Times Bestseller, Platz 1, in 16 Sprachen übersetzt                                                            |
| 1992                  | USA                               | William Sears, Martha Sears: The Baby Book | 328.000       | [ 12 ] |
| 1992                  | Deutschland                       | Peter Struck: Schul- und Erziehungsnot in Deutschland. Ein Ratgeber für Lehrer, Eltern und Bildungspolitiker |               | |
| 1993                  | Schweiz                           | Remo H. Largo: Babyjahre: Entwicklung und Erziehung in den ersten vier Jahren | 150.000       | [ 13 ] |
| 1993                  | Deutschland                       | Jan-Uwe Rogge: Kinder brauchen Grenzen/Das neue Kinder brauchen Grenzen | 300.000       | 22 Auflagen |
| 1995                  | Dänemark                          | Jesper Juul: Dein kompetentes Kind: Auf dem Weg zu einer neuen Wertgrundlage für die ganze Familie, Neuauflage: Das kompetente Kind (Dit kompetente barn – på vej mod et nyt værdigrundlag for familien)                |               | in 13 Sprachen übersetzt                                                                                                |
| 1995                  | Deutschland                       | Annette Kast-Zahn, Hartmut Morgenroth: Jedes Kind kann schlafen lernen | 700.000       | [ 16 ] |
| 1998                  | USA                               | Dorothy Law Nolte, Rachel Harris: Heute schon dein Kind gelobt? (Children Learn What They Live: Parenting to Inspire Values)                                                                                            | 700.000       | in 36 Sprachen übersetzt                                                                                                |
| 1999                  | Deutschland                       | Anne Pulkkinen: PEKiP: Babys spielerisch fördern |               | Gesamtauflage bis Ende 2011: 100.000                                                                                    |
| 1999                  | USA                               | Michele Borba: Parents Do Make a Difference |               | vom Child Magazine als “Outstanding Parenting Book of 1999” gewählt                                                     |
| 2000                  | Deutschland                       | Albert Wunsch: Die Verwöhnungsfalle: Für eine Erziehung zu mehr Eigenverantwortlichkeit |               | bis 2008 13 Auflagen; Übersetzungen ins Chinesische und Koreanische                                                     |
| 2000                  | Volksrepublik China               | Liu Weihua, Zhang Xinwu: Harvard Girl Liu Yiting: a character training record/Harvard Girl (哈佛女孩刘亦婷: 素质培养纪实, Hāfó Nǚhái Liú Yìtíng: sùzhì péixùn jìshí)                                                    | 1.430.000     | [ 19 ] |
| 2001                  | USA                               | Wendy Mogel: The Blessings of a Skinned Knee | 100.000       | Bestsellerliste der New York Times, Sachbuch/Taschenbuch, Platz 9                                                       |
| 2002                  | USA                               | Harvey Karp: Das glücklichste Baby der Welt: So beruhigt sich Ihr schreiendes Kind – so schläft es besser (The Happiest Baby on the Block)                                                                              | 350.000       | in 12 Sprachen übersetzt                                                                                                |
| 2006                  | Dänemark                          | Jesper Juul: Was Familien trägt. Ein Orientierungsbuch. Werte in Erziehung und Partnerschaft |               | |
| 2007                  | Deutschland                       | Katia Saalfrank: Die „Super Nanny“. Glückliche Kinder brauchen starke Eltern |               | |
| 2008                  | Deutschland                       | Michael Winterhoff: Warum unsere Kinder Tyrannen werden. Oder: Die Abschaffung der Kindheit | 420.000       | Spiegel-Bestseller, Sachbücher, Platz 4                                                                                 |
| 2009                  | Deutschland                       | Michael Winterhoff: Tyrannen müssen nicht sein | 160.000       | Spiegel-Bestseller, Sachbücher, Platz 9                                                                                 |
| 2009                  | Volksrepublik China               | Yin Jianli: A Good Mom Is Better Than a Good Teacher/Good Mom, Good Teacher (好妈妈 好老师, hǎo māmā hǎo lǎoshī) | 1.700.000     | [ 24 ] |
| 2011                  | USA                               | Amy Chua: Die Mutter des Erfolgs (Battle Hymn of the Tiger Mother) | 240.000       | Bestsellerliste der New York Times, Sachbuch/Hardcover, Platz 2                                                         |
| 2011                  | Volksrepublik China               | Xiao Baiyou: 中国狼爸”把三个孩子打进北大 (So, All My Children Went to Peking University) |               | Bestseller in China |
| 2012                  | USA                               | Pamela Druckerman: Warum französische Kinder keine Nervensägen sind: Erziehungsgeheimnisse aus Paris (Bringing up Bébé)                                                                                                 |               | Platz 8 auf der Bestsellerliste der New York Times, Platz 1 auf der Bestsellerliste der britischen Sunday Times         |
| 2016                  | Russland                          | Ljudmila Wladimirowna Petranovskaya: Тайная опора. Привязанность в жизни ребёнка (Geheime Unterstützung. Bindung im Leben eines Kindes)                                                                                 | 30.000        | Bestseller in Russland                                                                                                  |

## Erziehung in der Schule
| Jahr | Land           | Autor, Titel | Gesamtauflage | Anmerkungen und Quellen                                        |
| ---- | -------------- | --- | ------------- | -------------------------------------------------------------- |
| 1960 | Großbritannien | A. S. Neill: Theorie und Praxis der antiautoritären Erziehung – Das Beispiel Summerhill (Summerhill: A Radical Approach to Child Rearing) | 1.000.000     | [ 29 ]                                                         |
| 2006 | Deutschland    | Bernhard Bueb: Lob der Disziplin. Eine Streitschrift                                                                                      | 180.000       | Bestsellerliste des Magazins Der Spiegel, Sachbücher, Platz 10 |